# Lydia del Canto

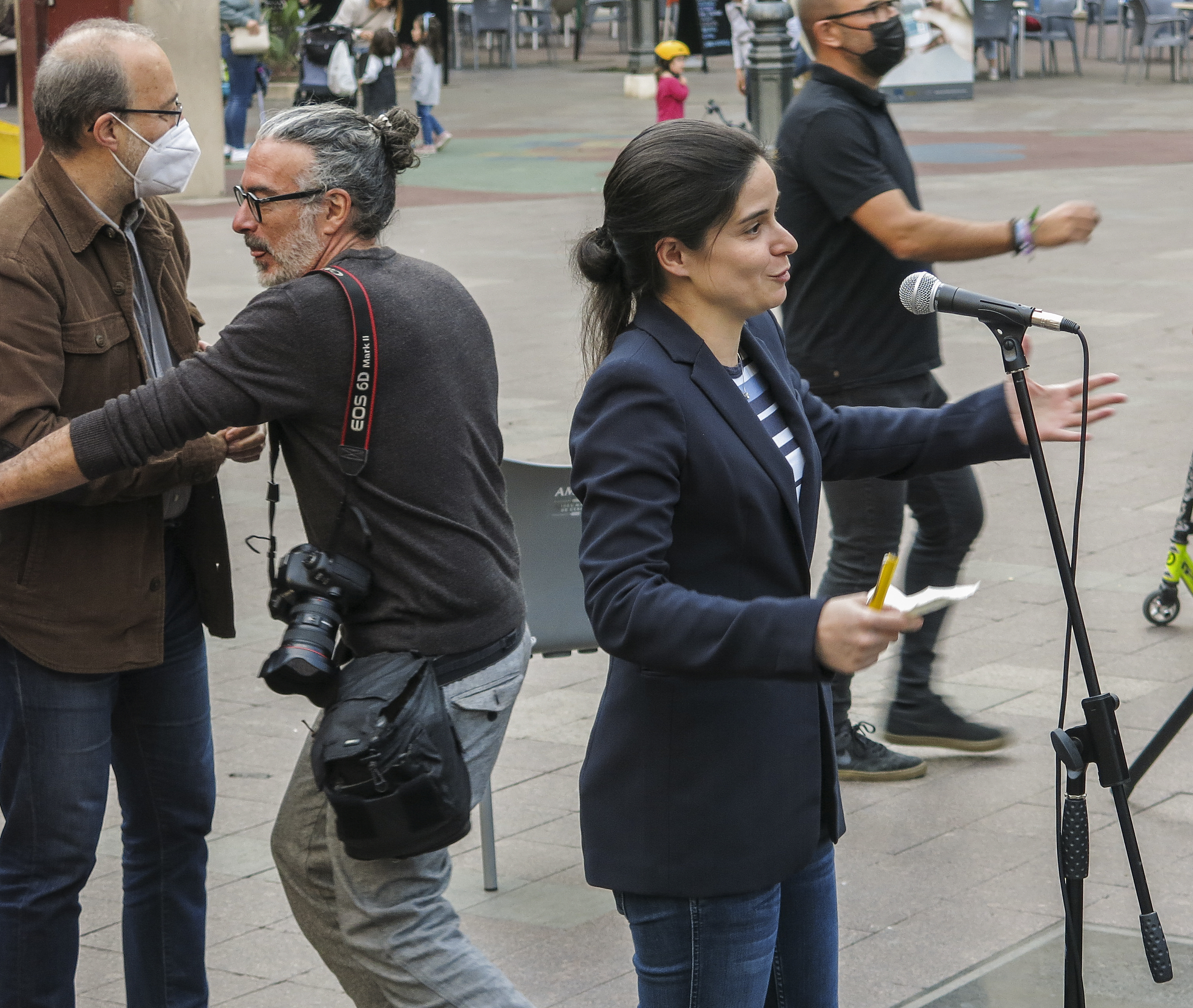
Lydia del Canto, en febrero de 2022 durante un acto conmemorativo del 150 aniversario del diario Levante-EMV.

Lydia del Canto Soriano (Torrente, Valencia, 1985) es una periodista española que fue directora del diario Levante-EMV desde septiembre de 2018 hasta el 6 de julio de 2022, siendo la primera mujer en ponerse al frente de este medio de comunicación. Desde 2024 es la Secretaria de Estado de Comunicación 

## Biografía
Lydia del Canto nació en la localidad valenciana de Torrente y se licenció en Periodismo y Comunicación Audiovisual por la Universidad de Valencia. En julio de 2008 se incorporó a la plantilla de Levante-EMV como redactora de la edición digital del periódico, donde desempeñó las tareas de coordinación con la edición impresa.
En febrero de 2014 se incorporó como directora de comunicación del PSPV-PSOE en la Comunidad Valenciana, puesto que desempeñó hasta que, en julio de 2015, Ximo Puig fue elegido presidente de la Generalidad Valenciana y la eligió para ocupar el puesto de secretaria autonómica de Comunicación de la Generalidad Valenciana.
Meses después, en octubre de 2015, se reincorporó a Levante-EMV como subdirectora del periódico y responsable de la coordinación multiplataforma. En septiembre de 2016 Prensa Ibérica le encargó la coordinación también de las ediciones digitales de Superdeporte, Regió 7 y Diari de Girona. En septiembre de 2018 fue nombrada directora de Levante-EMV. Cuatro años después, fue sustituida en el cargo por José Luis Valencia, exdirector de El Periódico Mediterráneo, de Castellón.
En diciembre de 2024 fue nombrada secretaria de Estado de Comunicación.